# كلية الموسيقى بجامعة درم
كلية الموسيقى هي كلية الموسيقى بجامعة درم.
وهي أحد كليات الموسيقى الجامعية الرائدة في المملكة المتحدة. تقدم كلية الموسيقى مقررات جامعية ودراسات عليا، وتقدم أيضًا إجراء الأبحاث في علم الموسيقى والتحليل وتكنولوجيا الموسيقى وعلم نفس الموسيقى وعلم الموسيقى العرقي والتأليف والأداء.

## التاريخ
حتى عام 1889 كانت جميع درجات الموسيقى فخرية. وكان الحاصلون على الدكتوراه الفخرية هم جون باخوس دايكس في عام 1862 وجون ستينر في عام 1885. كان هناك أربعة موسيقيين حصلوا على درجة الدكتوراه قبل عام 1889؛ وهم جورج جروف في عام 1875؛ هوبرت باري وتشارلز فيليرز ستانفورد في عام 1894؛ وجون ستاينر في عام 1895. خلال فترة إدوارد بايرستو في منصب الأستاذ، حصل أربعة ملحنين على لقب دكتوراه فخرية في الموسيقى. هؤلاء كانوا جون إيرلندا في عام 1932؛ أرنولد باكس في عام 1935؛ وليام والتون في عام 1937؛ ثوماس دانهيل في عام 1940.
من عام 1891 حتى عام 1980، قدمت الجامعة درجات علمية عن طريق الامتحان فقط للطلاب غير المقيمين " غير المرتبطين "، وهو الأمر الذي كان يحدث في الجامعة منذ عام 1871. في عهد ديفيد جرير، تم التخلص التدريجي من الدرجات الخارجية. في السبعينيات، أصبحت جامعة درم واحدة من أولى الجامعات البريطانية التي تقدم درجة الدكتوراه في الموسيقى عن طريق الامتحان. وفي عام 1991 احتفلت الجامعة بمرور 100 عام على منح الدرجات الأولى في الموسيقى.
تختلف درجة الموسيقى عن طريق الامتحان في جامعة درم عن الدرجات الموجودة في جامعات أكسفورد وكامبريدج ولندن، لأنها إلى جانب القدرة الموسيقية العالية كانت تتطلب فقط مؤهلات تعليمية عامة. وفي جامعات أخرى، كانت مثل هذه الدرجات تتطلب الكفاءة في الكلاسيكيات والرياضيات. أثبتت هذه الدرجات العلمية شعبيتها لدى الموسيقيين المحترفين، وبحلول فترة ما بين الحربين العالميتين، ربما فاق عدد خريجي موسيقى درم عدد خريجي الجامعات الإنجليزية الأخرى مجتمعة.

### ميوزكون
منذ عام 1969، يدير القسم احتفال ميوزكون، وهو سلسلة حفلات موسيقية احترافية للجامعة والمدينة. أسسها ديفيد لومسداين، وقد ضمت أكثر من 500 حدث بما في ذلك الموسيقى من العصور الوسطى حتى يومنا هذا.

### كلية ارمسترونج
تم إنشاء كلية الموسيقى بجامعة نيوكاسل في تسعينيات القرن التاسع عشر كجزء من كلية أرمسترونج، وهي نفسها جزء من جامعة درم. وكان من بين الأعضاء البارزين في القسم دبليو جي ويتاكر، وجاك ويستروب، ودينيس ماثيوز. كان عالم الموسيقى هنري هادو عميدًا للكلية بين عامي 1909 و1919.

## البرامج
تقدم كلية الموسيقى درجة البكالوريوس لمدة ثلاث سنوات، ودرجات الدراسات العليا في التدريس والبحث، والماجستير، والدكتوراه. يغطي المنهج جميع المجالات الرئيسية للموسيقى مع نقاط قوة خاصة في تحليل الموسيقى وتاريخ الموسيقى وعلم الموسيقى وعلم الموسيقى العرقي والعلوم والأداء والتأليف.

### الأبحاث
تشمل مجالات البحث الرئيسية ما يلي:
- تاريخ الموسيقى
- تحليل الموسيقى
- تأليف الموسيقى
- الاداء الفني
- علم الموسيقى العرقي
- تكنولوجيا الموسيقى
- الإدراك الموسيقي

### السمعة الأكاديمية
تم تصنيف كلية الموسيقى بجامعة درم كأفضل كلية موسيقى في المملكة المتحدة من خلال دليل الجامعة الكامل لعام 2018، وقد ظهر في المركز الأول لمدة عامين متتاليين في صحيفة صنداي تايمز. كما تم تصنيف الكلية في المرتبة الثالثة في المملكة المتحدة من حيث جودة وتأثير الأبحاث، وفقًا لإطار التميز البحثي في عام 2014.

## موسيقى درم
يتم تشغيل الفرق الموسيقية الطلابية في درم من خلال موسيقى درم، حتى عام 2015 المعروفة باسم جمعية الموسيقى بجامعة درم. موسيقى درم ليست جزءًا من اتحاد طلاب درم، ولكنها بدلاً من ذلك جزء من التجربة الطلابية في درم، التي تدير أيضًا فريق درم، الاتحاد الرياضي لجامعة درم سابقًا. لدى معظم الكليات جمعيات موسيقية خاصة بها والتي تقيم حفلات موسيقية في الكنيسة والقاعات في الكلية. جوقات الكنيسة ليست جزءًا من موسيقى درم.

## طاقم الموظفين
كان أول أستاذ للموسيقى هو فيليب أرميس، الذي شغل منصبه من عام 1897 إلى عام 1907. كان سابقًا ممتحنًا مقيمًا منذ عام 1890، جنبًا إلى جنب مع جون ستاينر، الذي كان ممتحنًا خارجيًا. تم تعيينه عازف أرغن في كاتدرائية درم عام 1862 وحصل على ماحستير وبكالوريوس في الموسيقى من الجامعة عام 1863. بالمثل في عام 1874 بعد أن حصل عليهم في عامي 1858 و1864 على التوالي من جامعة أكسفورد. في عام 1891 حصل على درجة الماجستير الفخرية.
صاحب المنصب الثاني كان جوزيف كوكس بريدج، الذي امتدت فترة ولايته من عام 1908 إلى عام 1929 لقد كان باحثًا في الأرغن في كلية إكستر بأكسفورد ثم عازف الأرغن في كاتدرائية تشيستر.
كان إدوارد بايرستو أستاذًا هناك من عام 1929 إلى عام 1946، وهو المنصب الذي شغله جنبًا إلى جنب مع فترة عمله في منصب عازف الأرغن في كاتدرائية يورك. لم يكن مطلوبًا منه الإقامة في مدينة درم. توفي كل من بريدج وبايرستو في منصبهما. خلال الفترة التي قضاها في درم، أنتج بايرستو كتابه كاونتربوينت اند هارموني(بالإنجليزية: Counterpoint and Harmony)‏ في عام 1937.
من عام 1947 إلى عام 1968، كان آرثر هاتشينجز أستاذًا للموسيقى. كان هاتشينجز أول أستاذ مقيم للموسيقى في درم. وقد خلفه في عام 1969 إريك تايلور المشهور بكتبه عن نظرية الموسيقى. بعد تقاعد تايلور المبكر في عام 1985، شغل هذا المنصب لمدة تسع سنوات ديفيد جرير.
يوجد اليوم حوالي تسعة عشر عضو هيئة تدريس يدعمهم طاقم فني وإداري وطلاب باحثين، بما في ذلك عالم الموسيقى العرقي مارتن كلايتون.

### أعضاء هيئة التدريس
كما هو الحال مع الكليات الأخرى، حتى التسعينيات كات الكلية تضم أستاذًا واحدًا فقط يعمل كعميد للكلية. تضم الكلية اليوم العديد من الأساتذة والأساتذة المشاركين. يتم تغيير منصب رئيس القسم كل بضع سنوات.

#### عمداء الكلية
1897–1907 فيليب آرمز
1908-1929 جوزيف كوكس بردج
1929-1946 إدوارد بايرستو
1947-1968 آرثر هاتشينجز
1969-1985 إيريك روبرت تايلور
1986-1995 ديفيد جرير
1995-2013 جيريمي ديبل
2013-2016 جوليان هورتون
2016–2017 جيريمي ديبل
2017–2020 توماس إيرولا
2020-2021 جوليان هورتون
2021 إلى الوقت الحاضر لورا ليانتي

## المباني

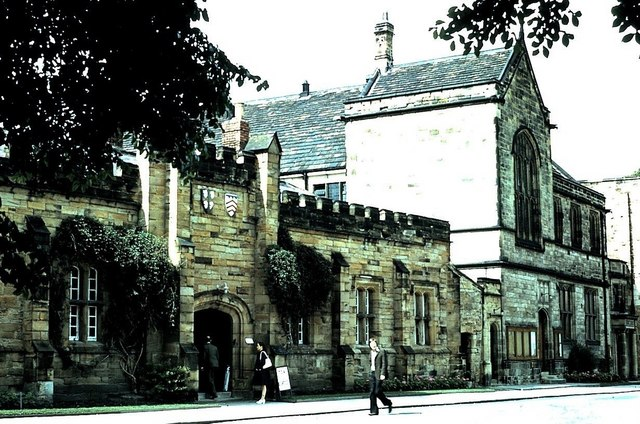
غرفة الحاسوب (مكتبة الكيلة سابقاً) ومكتبة القصر الأخضر عام 1973

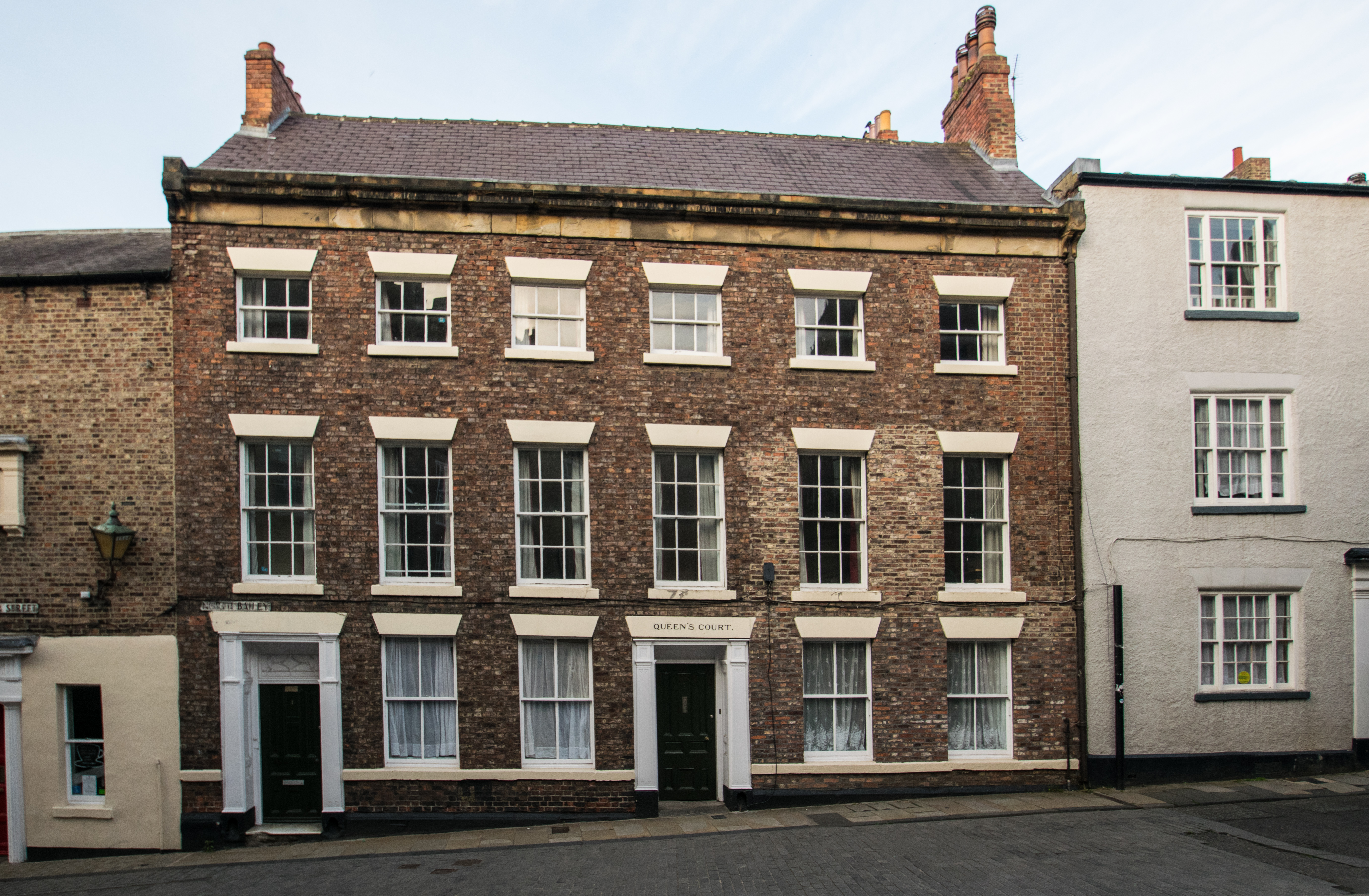
حتى عام 2013، كانت الكلية تقع في جزء من كوينز كورت، شمال بيلي

تقع الكلية في ثلاثة مباني مدرجة في مدينة درم، اثنان منها يقعان في الجانب الغربي من القصر الأخضر وبنى واحد في شمال بيلي.
أعيد بناء المبنى الرئيسي، ديفينتي هاوس، في عام 1661 وكان حتى عام 1844 موطنًا لمدرسة درم الداخلية، وهو مبنى مدرج من الدرجة الثانية* ونصب تذكاري قديم. يحتوي المبنى، الذي يتكون من حجرة الدراسة ومنزل مدير المدرسة، على ارتفاع من الحجر الرملي إلى القصر الأخضر مع وجود أجزاء من منزل مدير المدرسة تحتوي على حجر رملي وحجر رملي أحمر. تم تجديد أساس القرن السابع عشر في عام 1844 على يد جورج بيكرينغ، كاتب أعمال الكاتدرائية. شمل تجديد بيكرينغ تجديد النوافذ الكبيرة ذات العارضة والمظلة على الجانب الشمالي من قاعة المدرسة الرئيسية المكونة من طابق واحد، والتي أصبحت الآن غرفة المحاضرات الرئيسية. كان الجزء السفلي من غرفة المدرسة مغطاة بألواح، وعلى الرغم من طلاءها بطلاء أسود، يمكن رؤية أجيال من كتابات الأولاد على الجدران. تم تغيير منزل مدير المدرسة في القرن الثامن عشر، وهو يشتمل على أعمال خشبية داخلية جيدة، مثل الأعمدة الكورنثية المحيطة بالمدفأة في الغرفة الرئيسية، والعديد من العتبات الباقية. تمت إضافة امتداد إلى الغرب عام 1899 تم تحويل المبنى لاستخدامه لكلية للموسيقى بالجامعة في عام 1966 من قبل برنارد تايلور وشركاه.
حتى وقت قريب، كان سجل الأبرشية السابق المجاور يضم مكتبة الكلية، وتسمى الآن غرفة الكمبيوتر. تم تشييد المبنى في عام 1820 على طراز سابق مع أقواس تيودور ونوافذ مغطاة بالقالب.
يتكون المبنى الواقع في شمال بيلي، رقم 48 و49، من منزلين مستقلين مترابطين مبنيين من الطوب على الطراز الجورجي.
كان للكلية مكاتب في السابق في كوينز كورت، في 2 نورث بيلي (حتى 2013 ) و6 أوينجيت.